# Рейна, Брайан
Роб5рто Бра́йан Ре́йна Касаве́рде (исп. Roberto Bryan Reyna Casaverde; род. 23 августа 1998, Пукальпа) — перуанский футболист, вингер клуба «Бельграно» и сборной Перу.

## Клубная карьера
Рейна — воспитанник клубов «Спорт Бойз», «Академия Кантолао» и испанского «Мальорка». 20 августа 2017 года в матче против «Пералады» он дебютировал в Сегунде B в составе последнего. Летом того же года игрок покинул клуб и на правах аренды выступал за «Толедо», «Алькояно», «Баракальдо» и «Лас Росас». В начале 2021 года Рейна вернулся на родину став игроком «Академии Кантолао». 14 апреля в матче против «Сьенсиано» он дебютировал в перуанской Примере. 17 июля в поединке против «Спортинг Кристал» Брайан забил свой первый гол за «Академию Кантолао».
В начале 2023 года Рейна перешёл в «Альянса Лима». 12 февраля в матче против «Спорт Бойз» он дебютировал за новую команду. 16 апреля в поединке против «Академии Кантолао» Брайан забил свой первый гол за «Альянса Лима».
В начале 2024 года Рейна подписал контракт с аргентинским «Бельграно». 5 февраля в матче против «Ньюэллс Олд Бойз» он дебютировал в аргентинской Примере. 20 февраля в поединке против «Атлетико Сармьенто» Брайан забил свой первый гол за «Бельграно».

## Международная карьера
В начале 2015 года Рейна в составе юношеской сборной Перу принял участие в юношеском чемпионате Южной Америки в Парагвае. На турнире он сыграл в матчах против команд Венесуэлы, Колумбии, Парагвая и Бразилии.
В 2017 года Рейна в составе молодёжной сборной Перу принял участие в молодёжном чемпионате Южной Америки в Эквадоре. На турнире он сыграл в матче против команды Аргентины, Венесуэлы и Уругвая.
28 сентября 2022 года в товарищеском матче против сборной Сальвадора Рейна дебютировал за сборную Перу. В этом же поединке Брайан забил свой первый гол за национальную команду.

### Голы за сборную Перу
| #   | Дата             | Место                                               | Противник        | Счет | Результат | Соревнование      |
| --- | ---------------- | --------------------------------------------------- | ---------------- | ---- | --------- | ----------------- |
| 01. | 28 сентября 2022 | Ауди Филд, Вашингтон, США                           | Сальвадор        | 1:3  | 1:4       | Товарищеский матч |
| 02. | 16 июня 2023     | Главный стадион Азиады в Пусане, Пусан, Южная Корея | Республика Корея | 0:1  | 0:1       | Товарищеский матч |